# Кенгуруто Джак: Привет, Америка!
„Кенгуруто Джак: Привет, Америка!“ (на английски: Kangaroo Jack: G'Day U.S.A.!) е анимационна екшън комедия от 2004 година, продължение на филма „Кенгуруто Джак“ от 2003 година, който е режисиран от Рон Майрик и Джефри Гатрал. Пуснат през 2004 г., продуциран е от Warner Bros. Animation и Castle Rock Entertainment и разпространен от Warner Bros.
В България същата година е издаден със субтитри на български на VHS и DVD от Съни Филмс.